# Kollafjørður
Kollafjørður (IPA: [ˈkɔtlaˌfjøːɹʊɹ], danska: Kollefjord) är en tätort på Streymoy, den största av öar som utgör Färöarna. Kollafjørður tillhör Torshamns kommun, efter att den tidigare Kollafjørðurs kommun slogs samman med denna vid kommunreformen 2005. Trots sin ringa folkmängd sträcker sig bebyggelsen runt 10 kilometer längs fjorden Kollafjørður. Platsen nämns första gången 1584. Den karaktäristiska kyrkan, byggd i trä med grästak, uppfördes 1837. Kollafjørður har en årlig festival som kallas för Sundalagsstevna och som pågår under början av juli.
Vid folkräkningen 2015 hade Kollafjørður 740 invånare.

## Befolkningsutveckling
| Befolkningsutvecklingen i Kollafjørður 1985–2015 | Befolkningsutvecklingen i Kollafjørður 1985–2015 | Befolkningsutvecklingen i Kollafjørður 1985–2015 | Befolkningsutvecklingen i Kollafjørður 1985–2015 | Befolkningsutvecklingen i Kollafjørður 1985–2015 |
| ------------------------------------------------ | ------------------------------------------------ | ------------------------------------------------ | ------------------------------------------------ | ------------------------------------------------ |
|                                                  |                                                  |                                                  |                                                  |                                                  |
| År                                               |                                                  |                                                  | Folkmängd                                        |                                                  |
| 1985                                             | 1985                                             |                                                  | 800                                              |                                                  |
| 1990                                             | 1990                                             |                                                  | 828                                              |                                                  |
| 1995                                             | 1995                                             |                                                  | 773                                              |                                                  |
| 2000                                             | 2000                                             |                                                  | 768                                              |                                                  |
| 2005                                             | 2005                                             |                                                  | 796                                              |                                                  |
| 2010                                             | 2010                                             |                                                  | 800                                              |                                                  |
| 2015                                             | 2015                                             |                                                  | 740                                              |                                                  |
|                                                  |                                                  |                                                  |                                                  |                                                  |